# بيدرو بيريرا (لاعب كرة قدم)
بيدرو بيريرا (بالبرتغالية: Pedro Jorge Marques Pereira‏) (3 يناير 1984 ببراغا في البرتغال - ) هو لاعب كرة قدم برتغالي في مركز الهجوم. شارك مع منتخب البرتغال تحت 16 سنة لكرة القدم ومنتخب البرتغال تحت 18 سنة لكرة القدم ومنتخب البرتغال تحت 19 سنة لكرة القدم. أما مع النوادي، فقد لعب مع إستريلا دا أمادورا وسبورتينغ براغا ونادي جل فيسنتي ونادي ديبورتيفو داس أيفيس ونادي فيزيلا وS.C. Braga B ‏.

## وصلات خارجية
- بيدرو بيريرا (لاعب كرة قدم) على موقع قاعدة بيانات كرة القدم.إي يو (الإنجليزية)
- بيدرو بيريرا (لاعب كرة قدم) على موقع Soccerway.com (الإنجليزية)